# Conspiracy Theory
Conspiracy Theory (Conspiración en España, El complot en Hispanoamérica) es una película de Estados Unidos dirigida por Richard Donner. Se estrenó en 1997 y los actores protagonistas son Mel Gibson y Julia Roberts.

## Argumento
Jerry Fletcher, un taxista de Nueva York obsesionado con las teorías de conspiraciones, cree saber todo acerca de los propósitos secretos y asesinos de aquellos que nos acechan y quieren controlar el mundo, y ese es el tema de conversación con sus clientes. Con el fin de poner estos hechos en conocimiento de una joven abogada del Departamento de Justicia de los EE. UU. Alice Sutton, pronto ambos se verán envueltos en una conspiración en la que participan la CIA y el FBI.

## Reparto
- Mel Gibson - Jerry Fletcher
- Julia Roberts - Alice Sutton
- Patrick Stewart - Dr. Jonas
- Cylk Cozart - Agente Lowry
- Steve Kahan - Sr. Wilson
- Terry Alexander - Flyp
- Alex McArthur - Cynic

## Curiosidades
- Jodie Foster fue inicialmente considerada para el papel de Alice (Julia Roberts).
- La película que se ve cuando Jerry entra al cine es Lady Halcón, también dirigida por Richard Donner.
- El libro El guardián entre el centeno con el que Jerry está obsesionado, hace mención al asesino de John Lennon que lo llevaba encima cuando lo mató.
- El propio director hace de uno de los pasajeros del taxi de Jerry.